# Gare de Napanee
La gare de Napanee est une gare ferroviaire à Napanee en Ontario. La gare est desservie par les trains de Via Rail Canada qui relient entre Toronto et Ottawa.

## Situation ferroviaire
La gare est située au point milliaire 198,9 milles (320,1 km) de la subdivision Kingston du Canadien National, entre les gares de Belleville et de Kingston. La gare était une gare de jonction entre la ligne principale du Grand Tronc et le chemin de fer de la baie de Quinte jusqu'à son abandon en 1986.

## Histoire

### Gare du Grand Tronc
À l'origine, Napanee était un village loyaliste qui fournissait des services aux régions agricoles environnantes. Étant donné qu'elle se trouve à la tête de la navigation sur la rivière Napanee, un certain nombre de moulins ont été développés, ce qui a stimulé l'économie locale. La croissance s'est poursuivie avec le choix de la communauté comme centre gouvernemental du comté. L'arrivée du Grand Tronc en 1856 a permis une nouvelle croissance industrielle, notamment dans les environs de la gare.
La première gare a été construite avec l'ouverture de la ligne en 1856 par le Grand Tronc. La conception originale du bâtiment a été attribuée à l'architecte en chef du Grand Tronc britannique, Francis Thompson, qui s'est peut-être inspiré d'une gare construite dans les années 1840 à Kenilworth, en Angleterre, et peut-être d'autres conceptions le long des chemins de fer North Midland et Chester & Holyhead. Le bâtiment a été construit par la société Peto, Brassey, Jackson & Betts, entrepreneurs ferroviaires anglais.
Le bâtiment est une structure d'un étage en pierre basse de style italianisant avec un toit à pignon en ardoise rompu divisé par quatre cheminées en saillie aux extrémités. Le toit présente un surplomb, soutenu par des consoles triangulaires, au-dessus du quai. Les élévations avant et arrière étaient à l'origine définies par cinq baies en arc équidistantes avec des portes à volets à tête ronde surmontées d'une imposte. Les élévations d'extrémité contenaient deux baies en arc avec des portes à volets surmontées de ventilateurs à pignon. À un moment donné, une fenêtre rectangulaire a été ajoutée.
À l'origine, le bâtiment comprenait des salles d'attente pour les passagers généraux et les femmes d'un côté d'un couloir central avec des guichets et des bureaux télégraphiques, et une salle de fret et de bagages de l'autre côté. Des modifications ont eu lieu au fil du temps, en particulier lorsque des ateliers à marchandises détachés ont été construits.

### Chemin de fer de la baie de Quinte
Dans les années 1870, la ligne du Chemin de fer de la baie de Quinte a été initialement construite pour exploiter le bois et d'autres ressources au nord de Napanee et de Deseronto. Avec l'ouverture de la ligne vers le nord en 1884, une gare a été construite juste à côté de la gare du Grand Tronc pour faciliter les connexions entre les deux gares. Le prolongement vers le sud jusqu'à Desoronto a été ouvert en 1904 (en remplaçant une connexion précédente à partir de Desoronto Junction à l'ouest). Environ 20 acres (80 937 m2) de terrain ont été achetés au nord de la gare du Grand Tronc, où une large cour de triage, une salle des machines à deux stalles avec des installations de réparation, et 18 logements pour les employés ont été construits. Plus tard, le Canadian Northern Railway a acheté le Chemin de fer de la baie de Quinte pour en faire une partie de sa ligne principale entre Ottawa et Toronto. Lorsque les deux lignes sont passées sous la propriété du Canadien National, cette gare a été considérée comme excédentaire. Le bâtiment est maintenant relocalisé près de l'angle sud-ouest de John Street et Railway Stret, en tant que restaurant (actuellement The Queen's Pub).

### Via Rail
La gare du Grand Tronc est restée intacte lorsque Via Rail a commencé à reprendre le service des trains de voyageurs, et le bâtiment a été désignée en vertu des dispositions de la Loi sur le patrimoine de l'Ontario le 26 février 1993 par le ville de Napanee.
En juillet 2022, le conseil municipal du Grand Napanee a accepté d'autoriser le personnel de la ville à conclure un contrat de location permettant à Morningstar Mission d'utiliser la section ouest de la gare pour son programme de meubles. Le programme accepte les dons de meubles légèrement usagés pour les nettoyer et les redistribuer aux citoyens dans le besoin.

## Service des voyageurs

### Accueil
La gare est un abri sans personnel mais chauffé, avec un téléphone payant et des toilettes. La gare ouvre une heure avant l'arrivée du train et reste ouverte pendant 30 minutes après le départ du train. Pour un arrêt à cette gare, les réservations sont nécessaires au plus tard à 6h le jour du départ pour le train 655. L'accès aux fauteuils roulants est limité à l'abri et au quai.

### Desserte
Deux à trois trains à destination d'Ottawa s'arrêtent à la gare par jour, et un à deux trains à destination de Toronto par jour.

### Intermodalité
Le stationnement extérieur est gratuit aux voyageurs de Via Rail. Enterprise Rent-a-Car est situé à Napanee pour la location de voitures. Napanee Cab est une compagnie de taxi qui dessert le Grand Napanee.